# Eskilstorps ormgranar
Eskilstorps ormgranar är ett naturreservat i Jönköpings kommun i Småland.

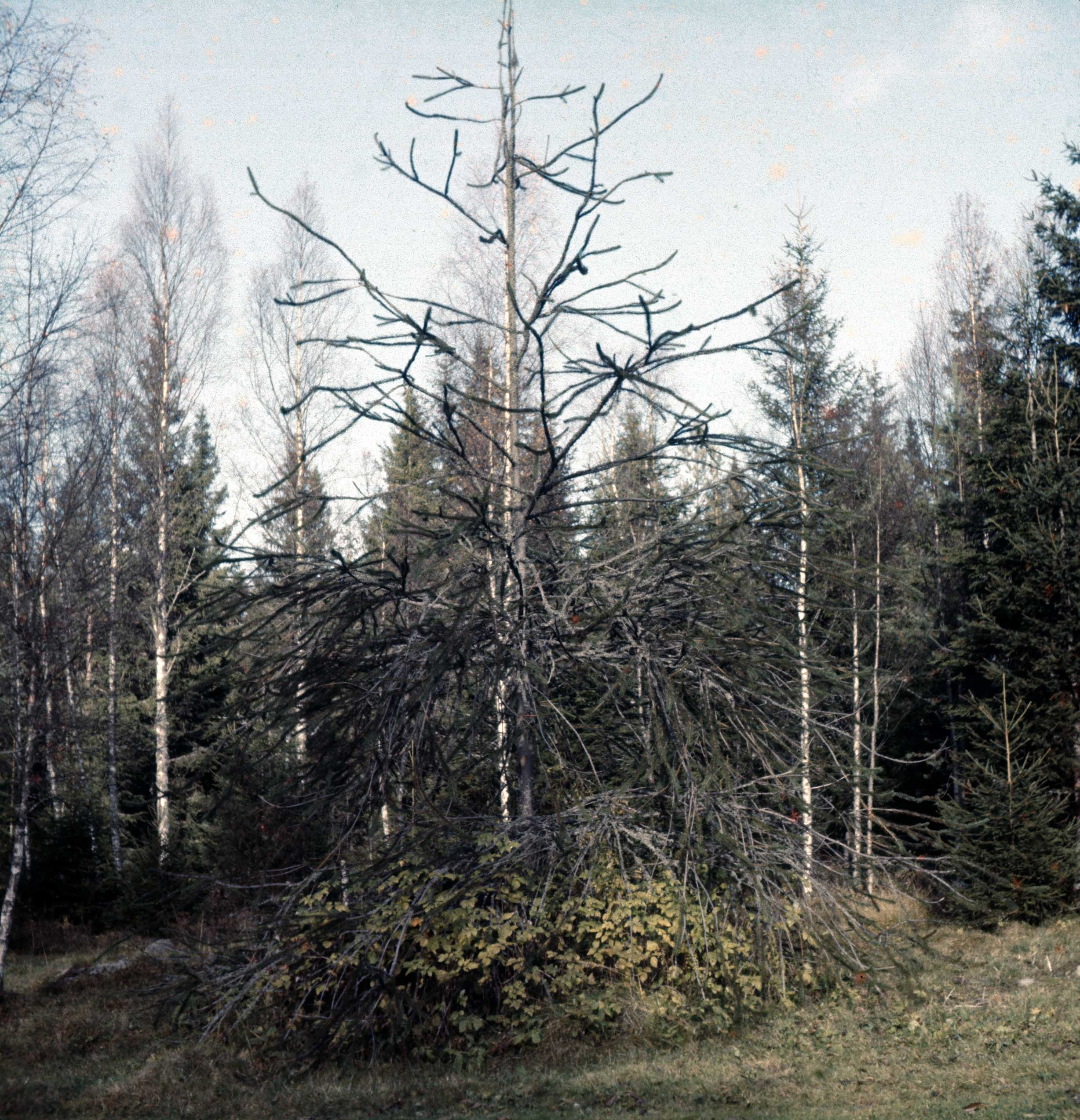
Ormgran vid Eskilstorp i Lekeryd 1962

Området är skyddat sedan 1969 och är 1,3 hektar stort. Det är beläget nordöst om Öggestorp i Eskilstorp och består av skogsmark med ormgranar och naturbetesmark.
Det är ovanligt med hela bestånd av ormgranar. Dessa är en granvariant med mycket glesa slingrande grenar och så gott som inga sidoskott på grenarna.
I Eskilstorp finns ett hundratal ormgranar varav den äldsta är cirka 150 år. De växer tillsammans med vanliga granar.

## Käppgran

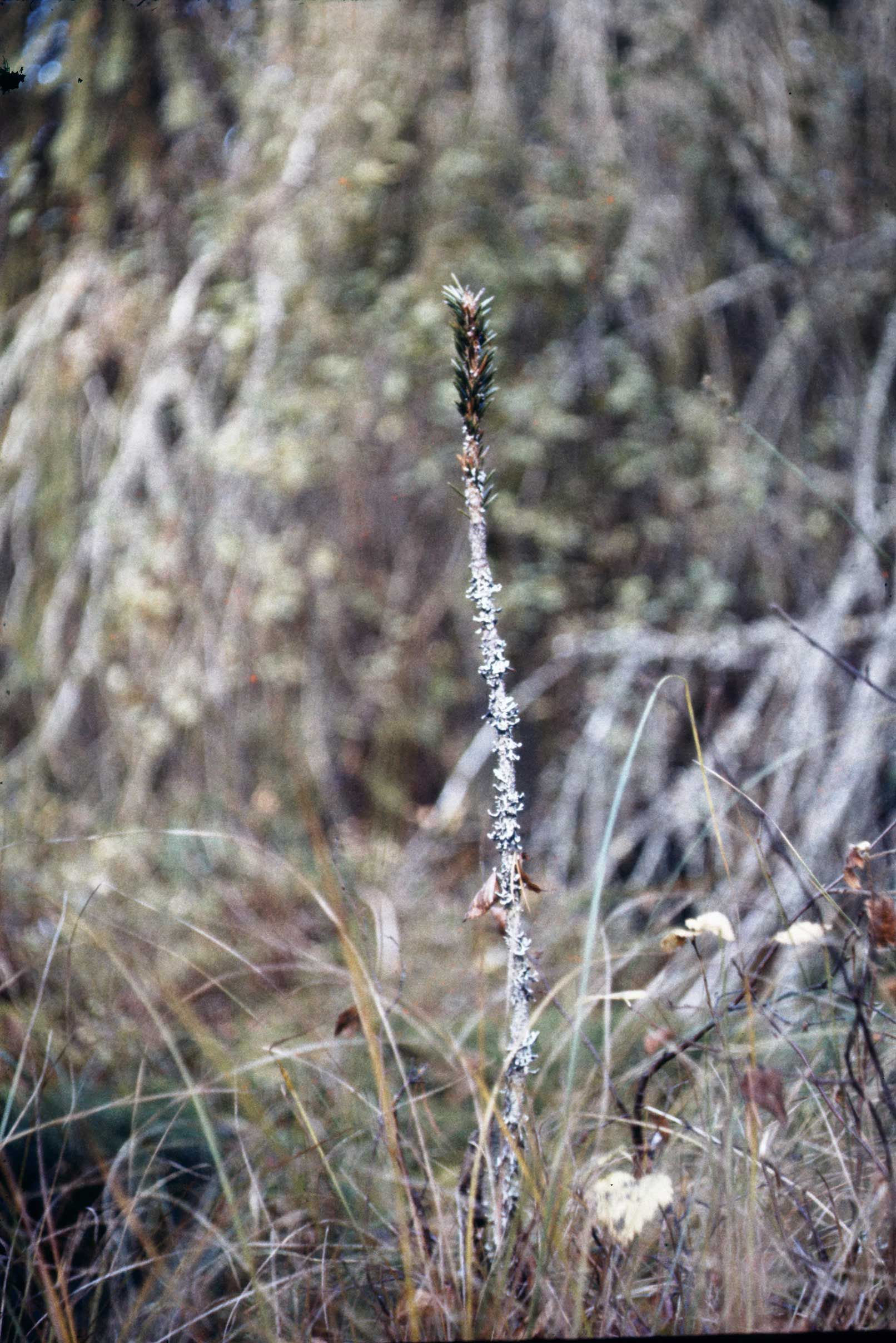
Käppgran, Eskilstorp 1962

En extrem form av ormgran, som har återfunnits inom området är käppgran (Picea abies (L.) H. Karst. f. monstrosa (Loud.) Sylven) som helt saknar sidogrenar (typklass 1) och är en dvärgform. I det aktuella fallet var exemplaret vid fotograferingstillfället blott knähögt, men angavs av markägaren 1962 vara kanske 30-50 år gammalt. Gunnert anger de två exemplar som han fann 1960 till 53 respektive 66 centimeter höga och uppskattade dem till 25-30 år gamla.